# Fargo-Klasse
Die Fargo-Klasse war eine Klasse von zwei Leichten Kreuzern der United States Navy, die während des Zweiten Weltkrieges gebaut wurden aber nicht mehr zum Einsatz kamen.

## Allgemeines
Es wurden ursprünglich 13 leichte Kreuzer geplant, es wurden jedoch lediglich zwei Kreuzer fertiggestellt. Beide Kreuzer waren eine Modifikation der Cleveland-Klasse aus dem Jahre 1942, bei der die beiden Schornsteine zu einem etwas dickeren vereint wurden, um damit für die zahlreiche Flak günstigere Bestreichungswinkel zu schaffen. Insgesamt hatte die Fargo-Klasse viele Gemeinsamkeiten mit der Cleveland-Klasse. Panzerung, Bewaffnung sowie sonstige Eigenschaften blieben die Gleichen. Trotzdem sahen beide Einheiten wesentlich anders aus, da die Positionen der Feuerleitanlagen für Seezielartillerie und schwere Flak gegeneinander vertauscht wurden und die 12,7-cm-Doppeltürme ein Deck tiefer aufgestellt wurden, um den Schwerpunkt der Schiffe zu verbessern. Die diversen Modifikationen (wie oben genannt), die diese Klasse von der Cleveland-Klasse unterschieden, führten dazu, dass sich der Baubeginn verzögerte und nicht mehr als zwei Kreuzer fertiggestellt werden konnten.
Dadurch, dass beide Kreuzer erst kurz vor Kriegsende vom Stapel liefen, kamen sie im Zweiten Weltkrieg nicht mehr zum Einsatz.

## Einheiten
| Name                        | Bauwerft                                | Kiellegung                               | Stapellauf | Indienststellung | Außerdienststellung |
| --------------------------- | --------------------------------------- | ---------------------------------------- | --- | --- | --- |
| USS Fargo (CL-106)          | New York Shipbuilding, Camden           | 23. August 1943                          | 25. Januar 1945 | 9. Dezember 1945 | 4. Februar 1950 |
| USS Huntington (CL-107)     | New York Shipbuilding, Camden           | 4. Oktober 1943                          | 8. April 1945 | 23. Februar 1946 | 15. Juni 1949 |
| USS Newark (CL-108)         | New York Shipbuilding, Camden           | 17. Februar 1944                         | Bauauftrag am 12. August 1945 storniert (zu 67,8 % fertiggestellt), Notstapellauf am 14. Dezember 1945 und Nutzung des Rumpfs für Waffentest, am 2. April 1949 zum Abwracken verkauft | Bauauftrag am 12. August 1945 storniert (zu 67,8 % fertiggestellt), Notstapellauf am 14. Dezember 1945 und Nutzung des Rumpfs für Waffentest, am 2. April 1949 zum Abwracken verkauft | Bauauftrag am 12. August 1945 storniert (zu 67,8 % fertiggestellt), Notstapellauf am 14. Dezember 1945 und Nutzung des Rumpfs für Waffentest, am 2. April 1949 zum Abwracken verkauft |
| USS New Haven (CL-109)      | New York Shipbuilding, Camden           | 28. Februar 1944                         | Bauaufträge am 12. August 1945 storniert und Rohbauten auf den Helgen abgebrochen | Bauaufträge am 12. August 1945 storniert und Rohbauten auf den Helgen abgebrochen | Bauaufträge am 12. August 1945 storniert und Rohbauten auf den Helgen abgebrochen |
| USS Buffalo (CL-110)        | New York Shipbuilding, Camden           | 2. April 1944                            | Bauaufträge am 12. August 1945 storniert und Rohbauten auf den Helgen abgebrochen | Bauaufträge am 12. August 1945 storniert und Rohbauten auf den Helgen abgebrochen | Bauaufträge am 12. August 1945 storniert und Rohbauten auf den Helgen abgebrochen |
| USS Wilmington (CL-111)     | William Cramp and Sons, Philadelphia    | 5. März 1945                             | Bauaufträge am 12. August 1945 storniert und Rohbauten auf den Helgen abgebrochen | Bauaufträge am 12. August 1945 storniert und Rohbauten auf den Helgen abgebrochen | Bauaufträge am 12. August 1945 storniert und Rohbauten auf den Helgen abgebrochen |
| USS Vallejo (CL-112)        | New York Shipbuilding, Camden           | Bauaufträge am 5. Oktober 1944 storniert | Bauaufträge am 5. Oktober 1944 storniert | Bauaufträge am 5. Oktober 1944 storniert | Bauaufträge am 5. Oktober 1944 storniert |
| USS Helena (CL-113)         | New York Shipbuilding, Camden           | Bauaufträge am 5. Oktober 1944 storniert | Bauaufträge am 5. Oktober 1944 storniert | Bauaufträge am 5. Oktober 1944 storniert | Bauaufträge am 5. Oktober 1944 storniert |
| USS Roanoke (CL-114)        | New York Shipbuilding, Camden           | Bauaufträge am 5. Oktober 1944 storniert | Bauaufträge am 5. Oktober 1944 storniert | Bauaufträge am 5. Oktober 1944 storniert | Bauaufträge am 5. Oktober 1944 storniert |
| CL-115 (kein Name vergeben) | New York Shipbuilding, Camden           | Bauaufträge am 5. Oktober 1944 storniert | Bauaufträge am 5. Oktober 1944 storniert | Bauaufträge am 5. Oktober 1944 storniert | Bauaufträge am 5. Oktober 1944 storniert |
| USS Tallahassee (CL-116)    | Newport News Shipbuilding, Newport News | 31. Januar 1944                          | Bauaufträge am 12. August 1945 storniert und Rohbauten auf den Helgen abgebrochen | Bauaufträge am 12. August 1945 storniert und Rohbauten auf den Helgen abgebrochen | Bauaufträge am 12. August 1945 storniert und Rohbauten auf den Helgen abgebrochen |
| USS Cheyenne (CL-117)       | Newport News Shipbuilding, Newport News | 29. Mai 1944                             | Bauaufträge am 12. August 1945 storniert und Rohbauten auf den Helgen abgebrochen | Bauaufträge am 12. August 1945 storniert und Rohbauten auf den Helgen abgebrochen | Bauaufträge am 12. August 1945 storniert und Rohbauten auf den Helgen abgebrochen |
| USS Chattanooga (CL-118)    | Newport News Shipbuilding, Newport News | 9. Oktober 1944                          | Bauaufträge am 12. August 1945 storniert und Rohbauten auf den Helgen abgebrochen | Bauaufträge am 12. August 1945 storniert und Rohbauten auf den Helgen abgebrochen | Bauaufträge am 12. August 1945 storniert und Rohbauten auf den Helgen abgebrochen |